# Rick Jones
Richard „Rick” Jones – kanadyjski scenarzysta oraz aktor filmowy i głosowy specjalizujący się w dubbingu. Dwa razy nominowany do Gemini Awards w 1988 i 2003 roku.

## Filmografia

### Role głosowe
- 1989: Ekoludki i Śmiecioroby jako kapitan Clarence, Wujek Boom, Marynarz, Choo-Choo
- 1990: Latające misie jako Śpioch, Syk
- 1990: Samuraje z Pizza Kot jako Speedy Cerviche (amerykański dubbing)
- 1994: Opowieści taty bobra
- 2004: Kosmoloty jako Whip

### Filmografia
- 1994: Na zabójczej ziemi jako wieśniak (epizod)